# TJ Slavoj Rohatec
TJ Slavoj Rohatec (celým názvem: Tělovýchovná jednota Slavoj Rohatec) je český fotbalový klub, který sídlí v Rohatci na Hodonínsku v Jihomoravském kraji. Založen byl roku 1928. Od sezony 1993/94 hraje v I. A třídě (6. nejvyšší soutěž).
Klub své domácí zápasy odehrává na fotbalovém hřišti ve sportovním areálu TJ Slavoj v Rohatci, rozměry travnaté hrací plochy jsou 102×60 metrů. Areál pojme 700 diváků, z čehož je 300 míst k sezení.
Největším úspěchem klubu je účast v I. A třídě, jíž je stabilním účastníkem. V rámci této soutěže se koncem 40. let 20. století krátce objevil v jedné ze skupin třetí nejvyšší soutěže.
V sezoně 2018/19 mužstvo vedl Petr Vybíral.

## Historické názvy
Zdroj: 
- 1928 – SK Rohatec (Sportovní klub Rohatec)
- 1948 – JTO Sokol Rohatec (Jednotná tělovýchovná jednota Sokol Rohatec)
- 1953 – DSO Slavoj Rohatec (Dobrovolná sportovní organisace Slavoj Rohatec)
- 1957 – TJ Slavoj Rohatec (Tělovýchovná jednota Slavoj Rohatec)

## Umístění v jednotlivých sezonách
Stručný přehled
Zdroj: 
- 1936–1937: II. třída BZMŽF – okrsek slovácký
- 1943–1946: I. B třída BZMŽF – III. okrsek
- 1946–1947: I. B třída BZMŽF – IV. okrsek
- 1963–1965: I. B třída Jihomoravského kraje – sk. D
- 1965–1966: I. B třída Jihomoravské oblasti – sk. D
- 1966–1967: I. B třída Jihomoravské oblasti – sk. C
- 1967–1968: I. B třída Jihomoravské oblasti – sk. D
- 1990–1991: Okresní přebor Hodonínska
- 1991–1993: I. B třída Středomoravské župy – sk. C
- 1993–2002: I. A třída Středomoravské župy – sk. B
- 2002– : I. A třída Jihomoravského kraje – sk. B

Jednotlivé ročníky
Zdroj: 
Legenda: Z – zápasy, V – výhry, R – remízy, P – porážky, VG – vstřelené góly, OG – obdržené góly, +/− – rozdíl skóre, B – body, červené podbarvení – sestup, zelené podbarvení – postup, fialové podbarvení – reorganizace, změna skupiny či soutěže
| Československo (1936 – 1939)             |                                                                       |                                                                       |                                                                       |                                                                       |                                                                       |                                                                       |                                                                       |                                                                       |                                                                       |                                                                       |                                                                       |
| Sezóny                                   | Liga                                                                  | Úroveň                                                                | Z                                                                     | V                                                                     | R                                                                     | P                                                                     | VG                                                                    | OG                                                                    | +/−                                                                   | B                                                                     | Pozice                                                                |
| 1936/37                                  | II. třída BZMŽF – okrsek slovácký                                     | 5                                                                     | 16                                                                    | 10                                                                    | 3                                                                     | 3                                                                     | 55                                                                    | 28                                                                    | +27                                                                   | 23                                                                    | 1.                                                                    |
| ...                                      |                                                                       |                                                                       |                                                                       |                                                                       |                                                                       |                                                                       |                                                                       |                                                                       |                                                                       |                                                                       |                                                                       |
| Protektorát Čechy a Morava (1939 – 1945) |                                                                       |                                                                       |                                                                       |                                                                       |                                                                       |                                                                       |                                                                       |                                                                       |                                                                       |                                                                       |                                                                       |
| Sezóny                                   | Liga                                                                  | Úroveň                                                                | Z                                                                     | V                                                                     | R                                                                     | P                                                                     | VG                                                                    | OG                                                                    | +/−                                                                   | B                                                                     | Pozice                                                                |
| ...                                      |                                                                       |                                                                       |                                                                       |                                                                       |                                                                       |                                                                       |                                                                       |                                                                       |                                                                       |                                                                       |                                                                       |
| 1943/44                                  | I. B třída BZMŽF – III. okrsek                                        | 4                                                                     | 26                                                                    | 9                                                                     | 4                                                                     | 13                                                                    | 80                                                                    | 94                                                                    | −14                                                                   | 22                                                                    | 10.                                                                   |
| 1944/45                                  | Končila druhá světová válka, pravidelné fotbalové soutěže se nehrály. | Končila druhá světová válka, pravidelné fotbalové soutěže se nehrály. | Končila druhá světová válka, pravidelné fotbalové soutěže se nehrály. | Končila druhá světová válka, pravidelné fotbalové soutěže se nehrály. | Končila druhá světová válka, pravidelné fotbalové soutěže se nehrály. | Končila druhá světová válka, pravidelné fotbalové soutěže se nehrály. | Končila druhá světová válka, pravidelné fotbalové soutěže se nehrály. | Končila druhá světová válka, pravidelné fotbalové soutěže se nehrály. | Končila druhá světová válka, pravidelné fotbalové soutěže se nehrály. | Končila druhá světová válka, pravidelné fotbalové soutěže se nehrály. | Končila druhá světová válka, pravidelné fotbalové soutěže se nehrály. |
| Československo (1945 – 1993)             |                                                                       |                                                                       |                                                                       |                                                                       |                                                                       |                                                                       |                                                                       |                                                                       |                                                                       |                                                                       |                                                                       |
| Sezóny                                   | Liga                                                                  | Úroveň                                                                | Z                                                                     | V                                                                     | R                                                                     | P                                                                     | VG                                                                    | OG                                                                    | +/-                                                                   | B                                                                     | Pozice                                                                |
| 1945/46                                  | I. B třída BZMŽF – III. okrsek                                        | 4                                                                     | 26                                                                    | ...                                                                   | ...                                                                   | ...                                                                   | ...                                                                   | ...                                                                   | ...                                                                   |                                                                       |                                                                       |
| 1946/47                                  | I. B třída BZMŽF – IV. okrsek                                         | 4                                                                     | 18                                                                    | 6                                                                     | 2                                                                     | 10                                                                    | 49                                                                    | 61                                                                    | −12                                                                   | 14                                                                    | 8.                                                                    |
| ...                                      |                                                                       |                                                                       |                                                                       |                                                                       |                                                                       |                                                                       |                                                                       |                                                                       |                                                                       |                                                                       |                                                                       |
| 1959/60                                  | I. B třída Gottwaldovského kraje – sk. jih                            | 5                                                                     | 22                                                                    | 4                                                                     | 1                                                                     | 17                                                                    | 30                                                                    | 84                                                                    | −54                                                                   | 9                                                                     | 12.                                                                   |
| ...                                      |                                                                       |                                                                       |                                                                       |                                                                       |                                                                       |                                                                       |                                                                       |                                                                       |                                                                       |                                                                       |                                                                       |
| 1963/64                                  | I. B třída Jihomoravského kraje – sk. D                               | 5                                                                     | 22                                                                    | 9                                                                     | 3                                                                     | 10                                                                    | 53                                                                    | 52                                                                    | +1                                                                    | 21                                                                    | 7.                                                                    |
| 1964/65                                  | I. B třída Jihomoravského kraje – sk. D                               | 5                                                                     | 22                                                                    | 9                                                                     | 5                                                                     | 8                                                                     | 44                                                                    | 35                                                                    | +9                                                                    | 23                                                                    | 5.                                                                    |
| 1965/66                                  | I. B třída Jihomoravské oblasti – sk. D                               | 6                                                                     | 22                                                                    | 6                                                                     | 7                                                                     | 9                                                                     | 28                                                                    | 32                                                                    | −4                                                                    | 19                                                                    | 10.                                                                   |
| 1966/67                                  | I. B třída Jihomoravské oblasti – sk. C                               | 6                                                                     | 22                                                                    | 9                                                                     | 4                                                                     | 9                                                                     | 39                                                                    | 42                                                                    | −3                                                                    | 22                                                                    | 7.                                                                    |
| 1967/68                                  | I. B třída Jihomoravské oblasti – sk. D                               | 6                                                                     | 26                                                                    | 7                                                                     | 6                                                                     | 13                                                                    | 41                                                                    | 49                                                                    | −8                                                                    | 20                                                                    | 12.                                                                   |
| ...                                      |                                                                       |                                                                       |                                                                       |                                                                       |                                                                       |                                                                       |                                                                       |                                                                       |                                                                       |                                                                       |                                                                       |
| 1990/91                                  | Okresní přebor Hodonínska                                             | 8                                                                     | 30                                                                    | 18                                                                    | 3                                                                     | 9                                                                     | 55                                                                    | 32                                                                    | +23                                                                   | 39                                                                    | 3.                                                                    |
| 1991/92                                  | I. B třída Středomoravské župy – sk. C                                | 7                                                                     | 26                                                                    | 11                                                                    | 6                                                                     | 9                                                                     | 44                                                                    | 34                                                                    | +10                                                                   | 28                                                                    | 5.                                                                    |
| 1992/93                                  | I. B třída Středomoravské župy – sk. C                                | 7                                                                     | 26                                                                    | 17                                                                    | 5                                                                     | 4                                                                     | 67                                                                    | 30                                                                    | +37                                                                   | 39                                                                    | 1.                                                                    |
| Česko (1993 – )                          |                                                                       |                                                                       |                                                                       |                                                                       |                                                                       |                                                                       |                                                                       |                                                                       |                                                                       |                                                                       |                                                                       |
| Sezóny                                   | Liga                                                                  | Úroveň                                                                | Z                                                                     | V                                                                     | R                                                                     | P                                                                     | VG                                                                    | OG                                                                    | +/-                                                                   | B                                                                     | Pozice                                                                |
| 1993/94                                  | I. A třída Středomoravské župy – sk. B                                | 6                                                                     | 26                                                                    | 10                                                                    | 6                                                                     | 10                                                                    | 35                                                                    | 37                                                                    | −2                                                                    | 26                                                                    | 4.                                                                    |
| 1994/95                                  | I. A třída Středomoravské župy – sk. B                                | 6                                                                     | 26                                                                    | 11                                                                    | 7                                                                     | 8                                                                     | 52                                                                    | 54                                                                    | −2                                                                    | 40                                                                    | 4.                                                                    |
| 1995/96                                  | I. A třída Středomoravské župy – sk. B                                | 6                                                                     | 26                                                                    | 10                                                                    | 3                                                                     | 13                                                                    | 51                                                                    | 55                                                                    | −4                                                                    | 33                                                                    | 6.                                                                    |
| 1996/97                                  | I. A třída Středomoravské župy – sk. B                                | 6                                                                     | 26                                                                    | 12                                                                    | 6                                                                     | 6                                                                     | 52                                                                    | 32                                                                    | +20                                                                   | 42                                                                    | 3.                                                                    |
| 1997/98                                  | I. A třída Středomoravské župy – sk. B                                | 6                                                                     | 26                                                                    | 9                                                                     | 4                                                                     | 13                                                                    | 43                                                                    | 49                                                                    | −6                                                                    | 31                                                                    | 11.                                                                   |
| 1998/99                                  | I. A třída Středomoravské župy – sk. B                                | 6                                                                     | 26                                                                    | 7                                                                     | 8                                                                     | 11                                                                    | 31                                                                    | 43                                                                    | −12                                                                   | 29                                                                    | 12.                                                                   |
| 1999/00                                  | I. A třída Středomoravské župy – sk. B                                | 6                                                                     | 26                                                                    | ...                                                                   | ...                                                                   | ...                                                                   | ...                                                                   | ...                                                                   | ...                                                                   |                                                                       |                                                                       |
| 2000/01                                  | I. A třída Středomoravské župy – sk. B                                | 6                                                                     | 26                                                                    | 16                                                                    | 3                                                                     | 7                                                                     | 66                                                                    | 45                                                                    | +21                                                                   | 51                                                                    | 2.                                                                    |
| 2001/02                                  | I. A třída Středomoravské župy – sk. B                                | 6                                                                     | 26                                                                    | 10                                                                    | 5                                                                     | 11                                                                    | 52                                                                    | 50                                                                    | +2                                                                    | 35                                                                    | 8.                                                                    |
| 2002/03                                  | I. A třída Jihomoravského kraje – sk. B                               | 6                                                                     | 26                                                                    | 14                                                                    | 3                                                                     | 9                                                                     | 52                                                                    | 41                                                                    | +11                                                                   | 45                                                                    | 2.                                                                    |
| 2003/04                                  | I. A třída Jihomoravského kraje – sk. B                               | 6                                                                     | 26                                                                    | 12                                                                    | 7                                                                     | 7                                                                     | 56                                                                    | 43                                                                    | +13                                                                   | 43                                                                    | 3.                                                                    |
| 2004/05                                  | I. A třída Jihomoravského kraje – sk. B                               | 6                                                                     | 26                                                                    | 8                                                                     | 4                                                                     | 14                                                                    | 52                                                                    | 57                                                                    | −5                                                                    | 28                                                                    | 12.                                                                   |
| 2005/06                                  | I. A třída Jihomoravského kraje – sk. B                               | 6                                                                     | 26                                                                    | 10                                                                    | 5                                                                     | 11                                                                    | 42                                                                    | 45                                                                    | −3                                                                    | 35                                                                    | 10.                                                                   |
| 2006/07                                  | I. A třída Jihomoravského kraje – sk. B                               | 6                                                                     | 26                                                                    | 14                                                                    | 2                                                                     | 10                                                                    | 47                                                                    | 46                                                                    | +1                                                                    | 44                                                                    | 4.                                                                    |
| 2007/08                                  | I. A třída Jihomoravského kraje – sk. B                               | 6                                                                     | 26                                                                    | 9                                                                     | 4                                                                     | 13                                                                    | 51                                                                    | 49                                                                    | +2                                                                    | 31                                                                    | 11.                                                                   |
| 2008/09                                  | I. A třída Jihomoravského kraje – sk. B                               | 6                                                                     | 26                                                                    | 10                                                                    | 3                                                                     | 13                                                                    | 43                                                                    | 53                                                                    | −10                                                                   | 33                                                                    | 11.                                                                   |
| 2009/10                                  | I. A třída Jihomoravského kraje – sk. B                               | 6                                                                     | 26                                                                    | 7                                                                     | 5                                                                     | 14                                                                    | 46                                                                    | 61                                                                    | −15                                                                   | 26                                                                    | 11.                                                                   |
| 2010/11                                  | I. A třída Jihomoravského kraje – sk. B                               | 6                                                                     | 26                                                                    | 5                                                                     | 5                                                                     | 16                                                                    | 24                                                                    | 44                                                                    | −20                                                                   | 20                                                                    | 13.                                                                   |
| 2011/12                                  | I. A třída Jihomoravského kraje – sk. B                               | 6                                                                     | 26                                                                    | 9                                                                     | 6                                                                     | 11                                                                    | 42                                                                    | 39                                                                    | +3                                                                    | 33                                                                    | 9.                                                                    |
| 2012/13                                  | I. A třída Jihomoravského kraje – sk. B                               | 6                                                                     | 26                                                                    | 13                                                                    | 7                                                                     | 6                                                                     | 50                                                                    | 38                                                                    | +12                                                                   | 46                                                                    | 3.                                                                    |
| 2013/14                                  | I. A třída Jihomoravského kraje – sk. B                               | 6                                                                     | 26                                                                    | 12                                                                    | 6                                                                     | 8                                                                     | 54                                                                    | 53                                                                    | +1                                                                    | 42                                                                    | 3.                                                                    |
| 2014/15                                  | I. A třída Jihomoravského kraje – sk. B                               | 6                                                                     | 26                                                                    | 7                                                                     | 6                                                                     | 13                                                                    | 50                                                                    | 67                                                                    | −17                                                                   | 27                                                                    | 12.                                                                   |
| 2015/16                                  | I. A třída Jihomoravského kraje – sk. B                               | 6                                                                     | 26                                                                    | 13                                                                    | 5                                                                     | 8                                                                     | 60                                                                    | 43                                                                    | +17                                                                   | 44                                                                    | 4.                                                                    |
| 2016/17                                  | I. A třída Jihomoravského kraje – sk. B                               | 6                                                                     | 26                                                                    | 12                                                                    | 4                                                                     | 10                                                                    | 62                                                                    | 52                                                                    | +10                                                                   | 40                                                                    | 4.                                                                    |
| 2017/18                                  | I. A třída Jihomoravského kraje – sk. B                               | 6                                                                     | 26                                                                    | 6                                                                     | 4                                                                     | 16                                                                    | 56                                                                    | 75                                                                    | −19                                                                   | 22                                                                    | 12.                                                                   |
| 2018/19                                  | I. A třída Jihomoravského kraje – sk. B                               | 6                                                                     | 26                                                                    | 11                                                                    | 5                                                                     | 10                                                                    | 54                                                                    | 51                                                                    | +3                                                                    | 38                                                                    | 5.                                                                    |
| 2019/20                                  | I. A třída Jihomoravského kraje – sk. B                               | 6                                                                     | 13                                                                    | 4                                                                     | 2                                                                     | 7                                                                     | 30                                                                    | 28                                                                    | +2                                                                    | 14                                                                    | 11.                                                                   |
| 2020/21                                  | I. A třída Jihomoravského kraje – sk. B                               | 6                                                                     | 10                                                                    | 5                                                                     | 1                                                                     | 4                                                                     | 27                                                                    | 21                                                                    | +6                                                                    | 16                                                                    | 6.                                                                    |
| 2021/22                                  | I. A třída Jihomoravského kraje – sk. B                               | 6                                                                     | 26                                                                    | 11                                                                    | 8                                                                     | 7                                                                     | 54                                                                    | 44                                                                    | +10                                                                   | 41                                                                    | 7.                                                                    |
| 2022/23                                  | I. A třída Jihomoravského kraje – sk. B                               | 6                                                                     | 26                                                                    | 13                                                                    | 2                                                                     | 11                                                                    | 68                                                                    | 65                                                                    | +3                                                                    | 41                                                                    | 4.                                                                    |
| 2023/24                                  | I. A třída Jihomoravského kraje – sk. B                               | 6                                                                     | 26                                                                    | 15                                                                    | 2                                                                     | 9                                                                     | 68                                                                    | 43                                                                    | +25                                                                   | 47                                                                    | 5.                                                                    |
| 2024/25                                  | I. A třída Jihomoravského kraje – sk. B                               | 6                                                                     | 26                                                                    | 17                                                                    | 4                                                                     | 5                                                                     | 76                                                                    | 30                                                                    | +46                                                                   | 55                                                                    | 2.                                                                    |

Poznámky:
- 1990/91: Po sezoně došlo k celkové reorganizaci soutěží.[14]
- 2001/02: Po sezoně došlo k reorganizaci župních → krajských soutěží.[23]
- 2019/20: Sezona nedohrána kvůli pandemii covidu-19.
- 2020/21: Sezona nedohrána kvůli pandemii covidu-19.

## TJ Slavoj Rohatec „B“
TJ Slavoj Rohatec „B“ byl rezervním týmem Rohatce, který se pohyboval v okresních soutěžích.

### Umístění v jednotlivých sezonách
Stručný přehled
Zdroj: 
- 2014–2015: Základní třída Hodonínska – sk. B
- 2015–2016: Okresní soutěž Hodonínska – sk. B
- 2016–2019: Okresní soutěž Hodonínska – sk. A

Jednotlivé ročníky
Zdroj: 
Legenda: Z – zápasy, V – výhry, R – remízy, P – porážky, VG – vstřelené góly, OG – obdržené góly, +/− – rozdíl skóre, B – body, červené podbarvení – sestup, zelené podbarvení – postup, fialové podbarvení – reorganizace, změna skupiny či soutěže
| Česko (2017 – ) |                                   |        |    |    |   |    |    |    |     |    |        |
| Sezóny          | Liga                              | Úroveň | Z  | V  | R | P  | VG | OG | +/- | B  | Pozice |
| 2014/15         | Základní třída Hodonínska – sk. B | 10     | 24 | 17 | 4 | 3  | 97 | 35 | +62 | 55 | 1.     |
| 2015/16         | Okresní soutěž Hodonínska – sk. B | 9      | 26 | 12 | 3 | 11 | 55 | 45 | +10 | 39 | 6.     |
| 2016/17         | Okresní soutěž Hodonínska – sk. A | 9      | 22 | 9  | 3 | 10 | 47 | 57 | −10 | 30 | 7.     |
| 2017/18         | Okresní soutěž Hodonínska – sk. A | 9      | 22 | 9  | 2 | 11 | 42 | 58 | −16 | 29 | 7.     |
| 2018/19         | Okresní soutěž Hodonínska – sk. A | 9      | 22 | 3  | 1 | 18 | 39 | 89 | −50 | 10 | 12.    |